# I Love Belarus
I Love Belarus é uma canção da cantora Anastasia Vinnikova. Ela representou a Bielorrússia no Festival Eurovisão da Canção 2011 na segunda semi-final, terminando em 14º lugar com 45 pontos, não conseguindo passar á final.

## Letra
A letra menciona que a cantora está apaixonada pelo seu próprio país, que tem um céu lindo, onde o amor se propaga e os campos estão cheios de ouro, tudo perfeito na Bielorrússia! Um cartão-de-visita do país, que melhorará o turismo.